# Маугли (мультфильм)
«Ма́угли» — цикл из пяти советских мультфильмов режиссёра Романа Давыдова, снятых в 1967—1971 годах по мотивам «Книги джунглей» английского писателя Редьярда Киплинга. В 1973 году они были смонтированы в единый полнометражный фильм, при этом некоторые эпизоды подверглись сокращению; в частности, в полнометражной версии полностью вырезан эпизод с белой коброй.

## Сюжет

### Ракша (1967)
Маленький ребёнок попадает в джунгли, в волчью семью. Он приглянулся матери-волчице Ракше. Она назвала его «Маугли» («лягушонок») и защитила от тигра-людоеда Шер-Хана, считавшего его своей добычей. Волки вскормили и воспитали человеческого детёныша. Семья живёт в стае, которая управляется Законом Джунглей — только Совет Стаи может решить, будет ли Маугли жить среди зверей или будет отдан на съедение Шер-Хану.
На Совете главный герой повторяет движения своих братьев во время выступления последних. Так как волчья стая всё ещё колебалась в своём решении, чёрная пантера Багира спасла мальчика, отдав за него выкуп — только что убитого ею буйвола. Маугли принимают в стаю.

### Похищение (1968)
Маугли — приёмный сын в волчьей семье — растёт и учится в «школе» гималайского медведя Балу. Он быстро взрослеет и проявляет способности, чем особенно довольна Багира. После того, как Маугли спас от ловушки слонёнка — детёныша Хатхи, слух о том, что в волчьей стае живёт человеческий детёныш, дошёл до «бандерлогов» — обезьяньего племени, обитающего на деревьях. Обезьяны решили сделать Маугли своим вожаком. Они крадут его и переносят в заброшенный город в джунглях.
В джунглях никто не хочет связываться с обезьянами. Единственный, кого они боятся — это огромный питон Каа. К нему и приходят за помощью Багира и Балу. Пантера и медведь ввязываются в схватку с обезьянами и проигрывают её, в результате чего обезьяны оттесняют их к фонтану. Позже Каа, используя гипноз, останавливает бандерлогов, и Маугли выбирается из плена.

### Последняя охота Акелы (1969)
Маугли вырос. Для того, чтобы он мог занять подобающее место в стае, ему нужно вооружиться. Каа помогает Маугли найти в заброшенной пещере Железный зуб — древний кинжал, который охраняла старая белая кобра, а от Багиры он узнаёт о Красном цветке — так в джунглях называют огонь.
Маугли находит в людской деревне горшок с горящими углями, который забирает с собой. Это произошло вовремя, потому что старый враг Маугли, тигр Шер-Хан, и его прихвостень шакал Табаки подняли смуту в стае, собираясь свергнуть старого вожака Акелу — после того, как Шер-Хан путём подстроенной ловушки подставил Акелу, вынудив его промахнуться на охоте. Над Акелой нависает угроза быть убитым другими волками за свою неудачу. Багира и Балу, впервые решив больше не бояться Шер-Хана, хотели защитить Акелу. Только вмешательство Маугли спасло Акелу от коварства Шер-Хана и сохранило его власть. Маугли публично разбивает о голову тигра горшок с углями, а затем избивает его горящей веткой, подпалив злодею шкуру. Акела остаётся вожаком, а Шер-Хан, униженный и посрамлённый, вместе с Табаки вынужден позорно ретироваться восвояси.

### Битва (1970)
Страшная угроза нависла над волчьим племенем и всем живым, населяющим джунгли. На родные для Маугли места надвигаются полчища кровожадных рыжих собак, от которых нет спасения. Весть о нашествии врага тут же разносится посредством коршуна Чиля. Многие представители фауны (попугаи, обезьяны, слоны, дикобразы) решают бежать в безопасные места. Пантера Багира прячет своих детёнышей внутри дерева, растущего на одиноком островке посреди реки. На созванном Акелой Волчьем совете принимают решение — дать отпор рыжим собакам, о чём шакал Табаки сообщает Шер-Хану. Тигр не верит в благополучный исход дела и отступает на север вместе со своим прихвостнем.
Но Каа нашёл способ нанести собакам существенный урон с помощью ещё более грозной силы — диких пчёл. Питон показывает Маугли ущелье горной реки, где огромные стаи пчёл создали ульи. Маугли на некоторое время задерживает вражескую орду, а потом, дождавшись захода солнца, заманивает собак в ущелье, прыгнув с обрыва в реку. Собаки также оказываются в реке и тут же подвергаются нападениям пчёл. Некоторых собак уносит быстрым течением к островку, где они получают оплеухи от Багиры. Основная стая собак оказывается на берегу реки, где вступает в страшный ночной бой с волчьей стаей во главе с Акелой. В битве также принимают участие медведь Балу и вылезший вместе с собаками на берег Маугли. В результате юноша и его друзья ценой огромных потерь побеждают опасного врага, изгнав прочь остатки собачьей стаи. Утром после сражения Акела, получивший в бою тяжёлые ранения, умирает, перед смертью объявив Маугли своим преемником.

### Возвращение к людям (1971)
Маугли встречает у источника воды двух девушек, и после Багира объясняет ему, что такое любовь. В джунглях началась засуха, известная как Великая Сушь. Коршун Чиль разносит весть об этом, и слон Хатхи объявляет о начале Водяного перемирия, запрещающего одним животным убивать других. Все представители фауны, в том числе и Маугли, спускаются к реке, чтобы испить воды. Шер-Хан также приходит вместе с шакалом Табаки на берег, чтобы утолить жажду, и тем самым нарушает перемирие, так как в речной воде обнаруживается кровь убитого тигром животного. Такое вопиющее нарушение закона выводит из себя Багиру и Маугли.
После начала сезона дождей Маугли узнаёт от своих собратьев о том, что его заклятый враг Шер-Хан отдыхает в ущелье — всё готово. Маугли направляется в ущелье вместе с разделённым на две части стадом диких буйволов. Тигр оказывается между этими двумя лавинами мчащихся грозных копытных, но спасается от гибели под их копытами, прыгнув на вершину скалы. Там же оказывается вооружённый кинжалом Маугли, который в ходе поединка убивает Шер-Хана. После победы над ненавистным врагом его одолевает нестерпимое беспокойство, и в итоге Маугли понимает, что уже стал совсем взрослым, возмужал и теперь должен вернуться в «человеческую стаю» — обратно к людям.

## Стиль
Первая часть мультфильма «Маугли» вышла в один год с американской экранизацией Киплинга — «Книга джунглей» (1967) студии Disney. Хотя это не более чем совпадение, критики сравнивают эти картины.
Отмечают, что мультфильм Диснея ориентирован на детскую аудиторию, в нём преимущественно бесконфликтный сюжет, герои поют и танцуют, отсутствуют сцены насилия и показ крови. Советская же экранизация, напротив, вышла более взрослой и по духу ближе к книге Киплинга, не избегает демонстрации крови и смертей персонажей. В мультфильме поднимаются темы жизни и смерти, долга и чувства, героизма воина и человеческой сущности.

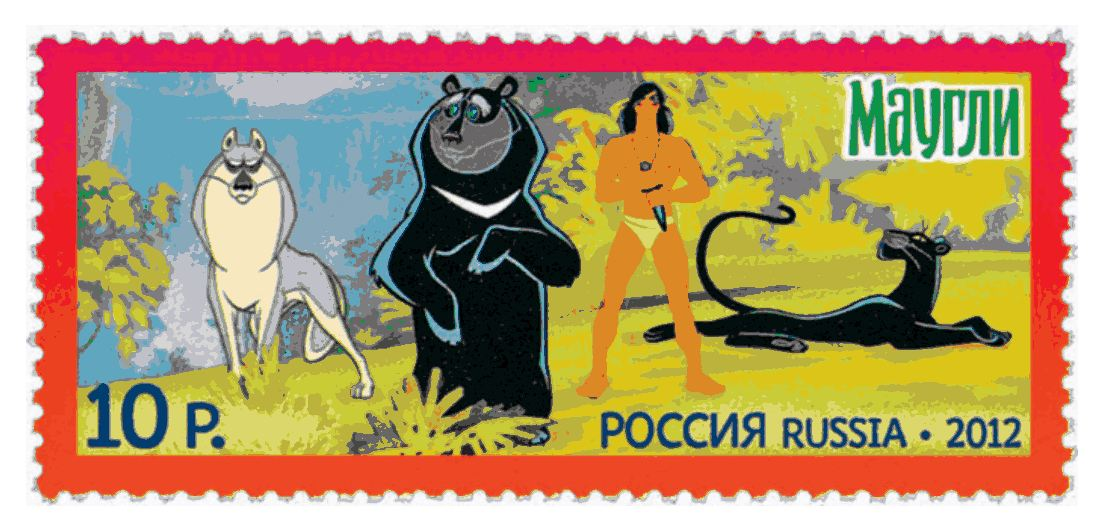
Российская почтовая марка с героями мультфильма

Две серии фильма завершаются образами смерти, и образы эти — танец Каа и песня Акелы. Каа — воплощение абсолютного могущества, неспешного и вместе с тем неотвратимого. Умирающий в финале четвёртого эпизода Акела — воплощение архетипа воина, достойно встречающего смерть в бою и уходящего в поля счастливой охоты… Иными словами, авторы сказали нам, что детство кончается, когда ты узнаёшь, что смерть существует, а юность — когда умирает близкий тебе человек. Если угодно — когда понимаешь, что ты сам умрёшь.

## Создатели
- Автор сценария — Леонид Белокуров
- Режиссёр — Роман Давыдов
- Художники-постановщики — Александр Винокуров, Пётр Репкин
- Оператор — Елена Петрова
- Композитор — София Губайдулина
- Звукооператор — Георгий Мартынюк
- Художники: Олег Комаров, Александр Давыдов (1 серия), Владимир Зарубин (1—5 серии), Виктор Лихачёв, Виктор Арсентьев (1—3 серии), Виталий Бобров (3—5 серии), Олег Сафронов (3—5 серия), Николай Фёдоров (3 и 4 серии), Фёдор Елдинов (4 и 5 серии), Сергей Дёжкин (5 серия), Пётр Коробаев, Валерий Угаров (1 серия), Владимир Крумин (1 и 2 серии), Светлана Жутовская (1 серия), Борис Бутаков (1 серия), Роман Давыдов (2 и 3 серия), Вячеслав Котёночкин (2 серия)
- Ассистент режиссёра — Нина Орлова (1 серия), Н. Сумарокова (2—5 серия)
- Ассистент оператора — Светлана Кощеева (4 серия)
- Монтажёр — Любовь Георгиева
- Редактор — Аркадий Снесарев
- Директор картины — Анна Зорина (1 и 2 серии), Любовь Бутырина (3—5 серия)

## Роли озвучивали
| Персонаж                            | Озвучивание                                                            |
| ----------------------------------- | ---------------------------------------------------------------------- |
| Маугли                              | Мария Виноградова (ребёнок, 2 серия) Лев Шабарин (взрослый, 3-5 серии) |
| Балу                                | Степан Бубнов                                                          |
| Багира                              | Людмила Касаткина                                                      |
| Каа                                 | Владимир Ушаков (2-4 серии) Александр Назаров (5 серия)                |
| Шер-Хан                             | Анатолий Папанов                                                       |
| Табаки                              | Сергей Мартинсон                                                       |
| Акела                               | Лев Любецкий (1, 3 серия) Юрий Пузырёв (4 серия)                       |
| Мать-Волчица                        | Люсьена Овчинникова                                                    |
| Отец-Волк                           | Александр Назаров                                                      |
| Бандар-лог                          | Юрий Хржановский                                                       |
| Белая кобра                         | Юрий Хржановский                                                       |
| Сахи                                | Юрий Хржановский                                                       |
| Слонёнок                            | Клара Румянова                                                         |
| Первый маленький дикобраз (2 серия) | Клара Румянова                                                         |
| Волчонок (4 серия)                  | Клара Румянова                                                         |
| Второй маленький дикобраз (2 серия) | Тамара Дмитриева                                                       |
| Оленёнок (5 серия)                  | Тамара Дмитриева                                                       |